# 엔더작은귀땃쥐
엔더작은귀땃쥐(Cryptotis endersi)는 땃쥐과에 속하는 포유류의 일종이다. 파나마의 고유종이다.